# Obesotoma gigantea
Obesotoma gigantea is een slakkensoort uit de familie van de Mangeliidae. De wetenschappelijke naam van de soort is voor het eerst geldig gepubliceerd in 1869 door Mörch.